# Liste des planètes mineures (654001-655000)
Voici la liste des planètes mineures numérotées de 654001 à 655000. Les planètes mineures sont numérotées lorsque leur orbite est confirmée, ce qui peut parfois se produire longtemps après leur découverte. Elles sont classées ici par leur numéro.

## Planètes mineures 654001 à 655000
- (654001) 2014 WR224
- (654002) 2014 WX224
- (654003) 2014 WV225
- (654004) 2014 WF229
- (654005) 2014 WO229
- (654006) 2014 WA230
- (654007) 2014 WM232
- (654008) 2014 WK233
- (654009) 2014 WR233
- (654010) 2014 WE234
- (654011) 2014 WA235
- (654012) 2014 WF236
- (654013) 2014 WO236
- (654014) 2014 WX236
- (654015) 2014 WR240
- (654016) 2014 WO243
- (654017) 2014 WQ245
- (654018) 2014 WS249
- (654019) 2014 WF252
- (654020) 2014 WC257
- (654021) 2014 WH260
- (654022) 2014 WM264
- (654023) 2014 WV265
- (654024) 2014 WP277
- (654025) 2014 WA280
- (654026) 2014 WX280
- (654027) 2014 WE285
- (654028) 2014 WW286
- (654029) 2014 WU288
- (654030) 2014 WL291
- (654031) 2014 WX292
- (654032) 2014 WN309
- (654033) 2014 WQ310
- (654034) 2014 WT310
- (654035) 2014 WK319
- (654036) 2014 WP321
- (654037) 2014 WQ322
- (654038) 2014 WF323
- (654039) 2014 WJ324
- (654040) 2014 WT324
- (654041) 2014 WD330
- (654042) 2014 WT330
- (654043) 2014 WX330
- (654044) 2014 WO332
- (654045) 2014 WB335
- (654046) 2014 WN338
- (654047) 2014 WV338
- (654048) 2014 WJ339
- (654049) 2014 WF341
- (654050) 2014 WC342
- (654051) 2014 WB344
- (654052) 2014 WK347
- (654053) 2014 WO348
- (654054) 2014 WC349
- (654055) 2014 WK349
- (654056) 2014 WU354
- (654057) 2014 WG359
- (654058) 2014 WB372
- (654059) 2014 WS376
- (654060) 2014 WM379
- (654061) 2014 WX379
- (654062) 2014 WZ380
- (654063) 2014 WJ382
- (654064) 2014 WB386
- (654065) 2014 WO394
- (654066) 2014 WQ394
- (654067) 2014 WG395
- (654068) 2014 WK395
- (654069) 2014 WU395
- (654070) 2014 WY395
- (654071) 2014 WP397
- (654072) 2014 WD399
- (654073) 2014 WJ402
- (654074) 2014 WN403
- (654075) 2014 WZ403
- (654076) 2014 WH404
- (654077) 2014 WK405
- (654078) 2014 WQ405
- (654079) 2014 WR406
- (654080) 2014 WQ408
- (654081) 2014 WT410
- (654082) 2014 WS411
- (654083) 2014 WE426
- (654084) 2014 WJ430
- (654085) 2014 WW434
- (654086) 2014 WX438
- (654087) 2014 WP443
- (654088) 2014 WL444
- (654089) 2014 WY445
- (654090) 2014 WE447
- (654091) 2014 WO450
- (654092) 2014 WQ451
- (654093) 2014 WG453
- (654094) 2014 WQ453
- (654095) 2014 WK454
- (654096) 2014 WU455
- (654097) 2014 WC456
- (654098) 2014 WP458
- (654099) 2014 WK462
- (654100) 2014 WK464
- (654101) 2014 WY464
- (654102) 2014 WG472
- (654103) 2014 WE474
- (654104) 2014 WA475
- (654105) 2014 WF475
- (654106) 2014 WW475
- (654107) 2014 WH478
- (654108) 2014 WV493
- (654109) 2014 WQ496
- (654110) 2014 WL498
- (654111) 2014 WT499
- (654112) 2014 WK500
- (654113) 2014 WP501
- (654114) 2014 WE502
- (654115) 2014 WP502
- (654116) 2014 WH503
- (654117) 2014 WN504
- (654118) 2014 WJ507
- (654119) 2014 WM507
- (654120) 2014 WZ515
- (654121) 2014 WU516
- (654122) 2014 WG523
- (654123) 2014 WA525
- (654124) 2014 WC525
- (654125) 2014 WL526
- (654126) 2014 WG528
- (654127) 2014 WR531
- (654128) 2014 WU532
- (654129) 2014 WE534
- (654130) 2014 WJ534
- (654131) 2014 WR534
- (654132) 2014 WB549
- (654133) 2014 WZ554
- (654134) 2014 WJ567
- (654135) 2014 WW567
- (654136) 2014 WZ567
- (654137) 2014 WH568
- (654138) 2014 WQ568
- (654139) 2014 WT568
- (654140) 2014 WL572
- (654141) 2014 WY592
- (654142) 2014 WZ593
- (654143) 2014 WC608
- (654144) 2014 WZ610
- (654145) 2014 XA
- (654146) 2014 XL1
- (654147) 2014 XM1
- (654148) 2014 XY1
- (654149) 2014 XL3
- (654150) 2014 XB4
- (654151) 2014 XV7
- (654152) 2014 XO9
- (654153) 2014 XA10
- (654154) 2014 XC10
- (654155) 2014 XL11
- (654156) 2014 XM11
- (654157) 2014 XD12
- (654158) 2014 XF12
- (654159) 2014 XB15
- (654160) 2014 XB18
- (654161) 2014 XB19
- (654162) 2014 XX20
- (654163) 2014 XY20
- (654164) 2014 XA28
- (654165) 2014 XL28
- (654166) 2014 XL29
- (654167) 2014 XM30
- (654168) 2014 XB39
- (654169) 2014 XX41
- (654170) 2014 XJ42
- (654171) 2014 XT46
- (654172) 2014 XP49
- (654173) 2014 XS49
- (654174) 2014 XR50
- (654175) 2014 YV1
- (654176) 2014 YU5
- (654177) 2014 YZ7
- (654178) 2014 YO8
- (654179) 2014 YG11
- (654180) 2014 YC20
- (654181) 2014 YH20
- (654182) 2014 YM24
- (654183) 2014 YD25
- (654184) 2014 YQ31
- (654185) 2014 YT31
- (654186) 2014 YK32
- (654187) 2014 YG36
- (654188) 2014 YT45
- (654189) 2014 YY45
- (654190) 2014 YY49
- (654191) 2014 YN56
- (654192) 2014 YK60
- (654193) 2014 YO62
- (654194) 2014 YZ63
- (654195) 2014 YH64
- (654196) 2014 YO76
- (654197) 2014 YR76
- (654198) 2014 YX76
- (654199) 2014 YO78
- (654200) 2015 AT
- (654201) 2015 AB4
- (654202) 2015 AG6
- (654203) 2015 AN6
- (654204) 2015 AQ12
- (654205) 2015 AA14
- (654206) 2015 AH16
- (654207) 2015 AM17
- (654208) 2015 AV18
- (654209) 2015 AD20
- (654210) 2015 AS20
- (654211) 2015 AL22
- (654212) 2015 AC24
- (654213) 2015 AE28
- (654214) 2015 AK31
- (654215) 2015 AP32
- (654216) 2015 AT40
- (654217) 2015 AE42
- (654218) 2015 AF42
- (654219) 2015 AV46
- (654220) 2015 AC47
- (654221) 2015 AG52
- (654222) 2015 AS58
- (654223) 2015 AU58
- (654224) 2015 AN63
- (654225) 2015 AP64
- (654226) 2015 AT64
- (654227) 2015 AA65
- (654228) 2015 AJ65
- (654229) 2015 AL65
- (654230) 2015 AM65
- (654231) 2015 AX66
- (654232) 2015 AE70
- (654233) 2015 AR70
- (654234) 2015 AP73
- (654235) 2015 AL76
- (654236) 2015 AT76
- (654237) 2015 AX77
- (654238) 2015 AD82
- (654239) 2015 AM83
- (654240) 2015 AN85
- (654241) 2015 AT86
- (654242) 2015 AN88
- (654243) 2015 AE93
- (654244) 2015 AM99
- (654245) 2015 AR101
- (654246) 2015 AP105
- (654247) 2015 AY109
- (654248) 2015 AS116
- (654249) 2015 AB117
- (654250) 2015 AL119
- (654251) 2015 AV119
- (654252) 2015 AS121
- (654253) 2015 AG126
- (654254) 2015 AY127
- (654255) 2015 AV129
- (654256) 2015 AC130
- (654257) 2015 AE136
- (654258) 2015 AY138
- (654259) 2015 AH140
- (654260) 2015 AT145
- (654261) 2015 AX148
- (654262) 2015 AG149
- (654263) 2015 AH149
- (654264) 2015 AY150
- (654265) 2015 AC151
- (654266) 2015 AJ151
- (654267) 2015 AD152
- (654268) 2015 AL155
- (654269) 2015 AU156
- (654270) 2015 AQ158
- (654271) 2015 AK159
- (654272) 2015 AM164
- (654273) 2015 AL169
- (654274) 2015 AW171
- (654275) 2015 AV172
- (654276) 2015 AY178
- (654277) 2015 AT179
- (654278) 2015 AU181
- (654279) 2015 AY185
- (654280) 2015 AT192
- (654281) 2015 AE193
- (654282) 2015 AK198
- (654283) 2015 AT198
- (654284) 2015 AO200
- (654285) 2015 AN201
- (654286) 2015 AA202
- (654287) 2015 AM204
- (654288) 2015 AJ205
- (654289) 2015 AA207
- (654290) 2015 AY207
- (654291) 2015 AL209
- (654292) 2015 AP212
- (654293) 2015 AE214
- (654294) 2015 AS214
- (654295) 2015 AA215
- (654296) 2015 AV219
- (654297) 2015 AW222
- (654298) 2015 AG223
- (654299) 2015 AS223
- (654300) 2015 AK225
- (654301) 2015 AM230
- (654302) 2015 AB232
- (654303) 2015 AH233
- (654304) 2015 AV234
- (654305) 2015 AU235
- (654306) 2015 AL240
- (654307) 2015 AV246
- (654308) 2015 AY248
- (654309) 2015 AV250
- (654310) 2015 AV251
- (654311) 2015 AC253
- (654312) 2015 AK253
- (654313) 2015 AS254
- (654314) 2015 AA257
- (654315) 2015 AW263
- (654316) 2015 AJ264
- (654317) 2015 AJ268
- (654318) 2015 AE269
- (654319) 2015 AM271
- (654320) 2015 AO274
- (654321) 2015 AJ276
- (654322) 2015 AW277
- (654323) 2015 AL279
- (654324) 2015 AX284
- (654325) 2015 AJ291
- (654326) 2015 AA292
- (654327) 2015 AY298
- (654328) 2015 AE300
- (654329) 2015 BK6
- (654330) 2015 BH10
- (654331) 2015 BK10
- (654332) 2015 BP14
- (654333) 2015 BH17
- (654334) 2015 BO20
- (654335) 2015 BQ24
- (654336) 2015 BH25
- (654337) 2015 BF27
- (654338) 2015 BN27
- (654339) 2015 BR27
- (654340) 2015 BK28
- (654341) 2015 BN28
- (654342) 2015 BK29
- (654343) 2015 BU30
- (654344) 2015 BD39
- (654345) 2015 BT41
- (654346) 2015 BM45
- (654347) 2015 BL50
- (654348) 2015 BJ53
- (654349) 2015 BN56
- (654350) 2015 BL57
- (654351) 2015 BU57
- (654352) 2015 BW57
- (654353) 2015 BX57
- (654354) 2015 BA58
- (654355) 2015 BL62
- (654356) 2015 BV64
- (654357) 2015 BF66
- (654358) 2015 BC71
- (654359) 2015 BG72
- (654360) 2015 BT73
- (654361) 2015 BJ77
- (654362) 2015 BQ77
- (654363) 2015 BR80
- (654364) 2015 BE88
- (654365) 2015 BP89
- (654366) 2015 BA90
- (654367) 2015 BE94
- (654368) 2015 BG96
- (654369) 2015 BU97
- (654370) 2015 BK98
- (654371) 2015 BX100
- (654372) 2015 BR101
- (654373) 2015 BO102
- (654374) 2015 BB104
- (654375) 2015 BR104
- (654376) 2015 BE106
- (654377) 2015 BL106
- (654378) 2015 BF107
- (654379) 2015 BC108
- (654380) 2015 BA110
- (654381) 2015 BN113
- (654382) 2015 BN114
- (654383) 2015 BY114
- (654384) 2015 BG115
- (654385) 2015 BM118
- (654386) 2015 BC120
- (654387) 2015 BH120
- (654388) 2015 BC121
- (654389) 2015 BD127
- (654390) 2015 BS127
- (654391) 2015 BA130
- (654392) 2015 BL132
- (654393) 2015 BK137
- (654394) 2015 BL137
- (654395) 2015 BA138
- (654396) 2015 BX138
- (654397) 2015 BN142
- (654398) 2015 BU145
- (654399) 2015 BX148
- (654400) 2015 BH149
- (654401) 2015 BJ149
- (654402) 2015 BP149
- (654403) 2015 BZ149
- (654404) 2015 BE150
- (654405) 2015 BP153
- (654406) 2015 BA156
- (654407) 2015 BY156
- (654408) 2015 BX161
- (654409) 2015 BE165
- (654410) 2015 BY167
- (654411) 2015 BB171
- (654412) 2015 BR173
- (654413) 2015 BL177
- (654414) 2015 BF180
- (654415) 2015 BJ185
- (654416) 2015 BF186
- (654417) 2015 BS187
- (654418) 2015 BM188
- (654419) 2015 BC190
- (654420) 2015 BO192
- (654421) 2015 BO193
- (654422) 2015 BL198
- (654423) 2015 BV200
- (654424) 2015 BO206
- (654425) 2015 BT206
- (654426) 2015 BX211
- (654427) 2015 BJ212
- (654428) 2015 BT213
- (654429) 2015 BO217
- (654430) 2015 BD218
- (654431) 2015 BW219
- (654432) 2015 BX220
- (654433) 2015 BB225
- (654434) 2015 BT225
- (654435) 2015 BU225
- (654436) 2015 BG228
- (654437) 2015 BS228
- (654438) 2015 BH232
- (654439) 2015 BW232
- (654440) 2015 BT233
- (654441) 2015 BE234
- (654442) 2015 BV237
- (654443) 2015 BQ240
- (654444) 2015 BW241
- (654445) 2015 BY242
- (654446) 2015 BW243
- (654447) 2015 BE248
- (654448) 2015 BM249
- (654449) 2015 BE254
- (654450) 2015 BG254
- (654451) 2015 BV254
- (654452) 2015 BZ255
- (654453) 2015 BS258
- (654454) 2015 BF266
- (654455) 2015 BZ266
- (654456) 2015 BK270
- (654457) 2015 BD273
- (654458) 2015 BN273
- (654459) 2015 BU273
- (654460) 2015 BD275
- (654461) 2015 BP275
- (654462) 2015 BN276
- (654463) 2015 BO285
- (654464) 2015 BC287
- (654465) 2015 BM289
- (654466) 2015 BY295
- (654467) 2015 BS302
- (654468) 2015 BU302
- (654469) 2015 BF305
- (654470) 2015 BX305
- (654471) 2015 BJ308
- (654472) 2015 BS308
- (654473) 2015 BL309
- (654474) 2015 BG313
- (654475) 2015 BG315
- (654476) 2015 BM315
- (654477) 2015 BZ316
- (654478) 2015 BQ319
- (654479) 2015 BS320
- (654480) 2015 BF321
- (654481) 2015 BP321
- (654482) 2015 BM323
- (654483) 2015 BU323
- (654484) 2015 BK325
- (654485) 2015 BU325
- (654486) 2015 BG327
- (654487) 2015 BW327
- (654488) 2015 BG329
- (654489) 2015 BB333
- (654490) 2015 BW334
- (654491) 2015 BB340
- (654492) 2015 BL340
- (654493) 2015 BW345
- (654494) 2015 BJ346
- (654495) 2015 BF347
- (654496) 2015 BW349
- (654497) 2015 BQ354
- (654498) 2015 BA359
- (654499) 2015 BH361
- (654500) 2015 BP373
- (654501) 2015 BH375
- (654502) 2015 BT377
- (654503) 2015 BQ379
- (654504) 2015 BD381
- (654505) 2015 BC388
- (654506) 2015 BR390
- (654507) 2015 BT391
- (654508) 2015 BB396
- (654509) 2015 BK399
- (654510) 2015 BS400
- (654511) 2015 BY400
- (654512) 2015 BK402
- (654513) 2015 BO403
- (654514) 2015 BK404
- (654515) 2015 BW404
- (654516) 2015 BQ405
- (654517) 2015 BS408
- (654518) 2015 BW409
- (654519) 2015 BH410
- (654520) 2015 BK411
- (654521) 2015 BF416
- (654522) 2015 BS420
- (654523) 2015 BZ421
- (654524) 2015 BB424
- (654525) 2015 BA427
- (654526) 2015 BL432
- (654527) 2015 BB436
- (654528) 2015 BY439
- (654529) 2015 BS443
- (654530) 2015 BD446
- (654531) 2015 BJ448
- (654532) 2015 BA451
- (654533) 2015 BE451
- (654534) 2015 BL451
- (654535) 2015 BS451
- (654536) 2015 BK452
- (654537) 2015 BU453
- (654538) 2015 BO463
- (654539) 2015 BU469
- (654540) 2015 BT474
- (654541) 2015 BD475
- (654542) 2015 BW477
- (654543) 2015 BH478
- (654544) 2015 BN478
- (654545) 2015 BE480
- (654546) 2015 BP480
- (654547) 2015 BQ480
- (654548) 2015 BR482
- (654549) 2015 BE485
- (654550) 2015 BX485
- (654551) 2015 BK486
- (654552) 2015 BK487
- (654553) 2015 BN487
- (654554) 2015 BP487
- (654555) 2015 BO488
- (654556) 2015 BG490
- (654557) 2015 BW492
- (654558) 2015 BJ496
- (654559) 2015 BE497
- (654560) 2015 BA500
- (654561) 2015 BC504
- (654562) 2015 BN507
- (654563) 2015 BY508
- (654564) 2015 BV511
- (654565) 2015 BY511
- (654566) 2015 BA512
- (654567) 2015 BA516
- (654568) 2015 BC516
- (654569) 2015 BA519
- (654570) 2015 BM521
- (654571) 2015 BH529
- (654572) 2015 BC531
- (654573) 2015 BN531
- (654574) 2015 BU533
- (654575) 2015 BA534
- (654576) 2015 BB534
- (654577) 2015 BY535
- (654578) 2015 BU536
- (654579) 2015 BJ537
- (654580) 2015 BZ537
- (654581) 2015 BU538
- (654582) 2015 BL541
- (654583) 2015 BA542
- (654584) 2015 BF543
- (654585) 2015 BO543
- (654586) 2015 BZ543
- (654587) 2015 BK546
- (654588) 2015 BZ546
- (654589) 2015 BP547
- (654590) 2015 BV549
- (654591) 2015 BS551
- (654592) 2015 BC556
- (654593) 2015 BY561
- (654594) 2015 BW562
- (654595) 2015 BM567
- (654596) 2015 BY567
- (654597) 2015 BZ567
- (654598) 2015 BU568
- (654599) 2015 BT571
- (654600) 2015 BF576
- (654601) 2015 BE590
- (654602) 2015 BR590
- (654603) 2015 BV590
- (654604) 2015 BS593
- (654605) 2015 BD594
- (654606) 2015 BK594
- (654607) 2015 BL594
- (654608) 2015 BQ594
- (654609) 2015 BD595
- (654610) 2015 BP595
- (654611) 2015 BR596
- (654612) 2015 BT600
- (654613) 2015 BE603
- (654614) 2015 BV604
- (654615) 2015 BA607
- (654616) 2015 BA608
- (654617) 2015 BD608
- (654618) 2015 BL613
- (654619) 2015 BN617
- (654620) 2015 CA6
- (654621) 2015 CZ7
- (654622) 2015 CK9
- (654623) 2015 CO12
- (654624) 2015 CB18
- (654625) 2015 CM20
- (654626) 2015 CE21
- (654627) 2015 CL21
- (654628) 2015 CR21
- (654629) 2015 CY23
- (654630) 2015 CQ26
- (654631) 2015 CK27
- (654632) 2015 CA29
- (654633) 2015 CY31
- (654634) 2015 CN32
- (654635) 2015 CQ32
- (654636) 2015 CQ33
- (654637) 2015 CU33
- (654638) 2015 CX35
- (654639) 2015 CY43
- (654640) 2015 CJ44
- (654641) 2015 CV44
- (654642) 2015 CZ50
- (654643) 2015 CK55
- (654644) 2015 CR59
- (654645) 2015 CB60
- (654646) 2015 CF60
- (654647) 2015 CN62
- (654648) 2015 CX63
- (654649) 2015 CZ64
- (654650) 2015 CY65
- (654651) 2015 CW70
- (654652) 2015 CF77
- (654653) 2015 DW1
- (654654) 2015 DM2
- (654655) 2015 DY3
- (654656) 2015 DK5
- (654657) 2015 DW5
- (654658) 2015 DE9
- (654659) 2015 DK10
- (654660) 2015 DN10
- (654661) 2015 DS10
- (654662) 2015 DH13
- (654663) 2015 DZ15
- (654664) 2015 DU16
- (654665) 2015 DM18
- (654666) 2015 DE19
- (654667) 2015 DK19
- (654668) 2015 DB22
- (654669) 2015 DD22
- (654670) 2015 DH25
- (654671) 2015 DK34
- (654672) 2015 DA36
- (654673) 2015 DL36
- (654674) 2015 DP39
- (654675) 2015 DN45
- (654676) 2015 DH48
- (654677) 2015 DV49
- (654678) 2015 DJ52
- (654679) 2015 DH53
- (654680) 2015 DW56
- (654681) 2015 DF57
- (654682) 2015 DB59
- (654683) 2015 DT61
- (654684) 2015 DG62
- (654685) 2015 DA63
- (654686) 2015 DD64
- (654687) 2015 DK67
- (654688) 2015 DD68
- (654689) 2015 DE70
- (654690) 2015 DJ72
- (654691) 2015 DR74
- (654692) 2015 DR78
- (654693) 2015 DT82
- (654694) 2015 DE89
- (654695) 2015 DJ93
- (654696) 2015 DS94
- (654697) 2015 DV94
- (654698) 2015 DY101
- (654699) 2015 DH103
- (654700) 2015 DY106
- (654701) 2015 DO107
- (654702) 2015 DT108
- (654703) 2015 DT111
- (654704) 2015 DU113
- (654705) 2015 DW115
- (654706) 2015 DS116
- (654707) 2015 DU117
- (654708) 2015 DD119
- (654709) 2015 DN119
- (654710) 2015 DQ119
- (654711) 2015 DL123
- (654712) 2015 DY125
- (654713) 2015 DS126
- (654714) 2015 DC127
- (654715) 2015 DK129
- (654716) 2015 DZ134
- (654717) 2015 DO136
- (654718) 2015 DX138
- (654719) 2015 DB139
- (654720) 2015 DD141
- (654721) 2015 DX142
- (654722) 2015 DW143
- (654723) 2015 DU144
- (654724) 2015 DK146
- (654725) 2015 DQ147
- (654726) 2015 DF149
- (654727) 2015 DZ153
- (654728) 2015 DN154
- (654729) 2015 DC156
- (654730) 2015 DP163
- (654731) 2015 DR164
- (654732) 2015 DY164
- (654733) 2015 DG165
- (654734) 2015 DU165
- (654735) 2015 DO166
- (654736) 2015 DW173
- (654737) 2015 DT175
- (654738) 2015 DM176
- (654739) 2015 DE178
- (654740) 2015 DQ178
- (654741) 2015 DR178
- (654742) 2015 DY179
- (654743) 2015 DM180
- (654744) 2015 DP180
- (654745) 2015 DN183
- (654746) 2015 DE187
- (654747) 2015 DA191
- (654748) 2015 DX191
- (654749) 2015 DF192
- (654750) 2015 DH192
- (654751) 2015 DN192
- (654752) 2015 DD195
- (654753) 2015 DW196
- (654754) 2015 DP201
- (654755) 2015 DZ201
- (654756) 2015 DR202
- (654757) 2015 DO206
- (654758) 2015 DW210
- (654759) 2015 DK211
- (654760) 2015 DT212
- (654761) 2015 DJ213
- (654762) 2015 DR213
- (654763) 2015 DG214
- (654764) 2015 DV216
- (654765) 2015 DO217
- (654766) 2015 DP217
- (654767) 2015 DJ221
- (654768) 2015 DB222
- (654769) 2015 DS225
- (654770) 2015 DD228
- (654771) 2015 DS228
- (654772) 2015 DU228
- (654773) 2015 DY228
- (654774) 2015 DJ229
- (654775) 2015 DY230
- (654776) 2015 DE231
- (654777) 2015 DK231
- (654778) 2015 DB234
- (654779) 2015 DE235
- (654780) 2015 DW238
- (654781) 2015 DM239
- (654782) 2015 DX240
- (654783) 2015 DH242
- (654784) 2015 DL245
- (654785) 2015 DO245
- (654786) 2015 DT245
- (654787) 2015 DX247
- (654788) 2015 DD250
- (654789) 2015 DP250
- (654790) 2015 DD252
- (654791) 2015 DZ252
- (654792) 2015 DH259
- (654793) 2015 DS264
- (654794) 2015 DX264
- (654795) 2015 DB265
- (654796) 2015 DU265
- (654797) 2015 DA266
- (654798) 2015 DB270
- (654799) 2015 DZ272
- (654800) 2015 DE273
- (654801) 2015 DN277
- (654802) 2015 DC281
- (654803) 2015 DJ286
- (654804) 2015 DK286
- (654805) 2015 DO288
- (654806) 2015 DO293
- (654807) 2015 DJ296
- (654808) 2015 DD297
- (654809) 2015 DK303
- (654810) 2015 DB304
- (654811) 2015 DE306
- (654812) 2015 DC311
- (654813) 2015 EK2
- (654814) 2015 EQ4
- (654815) 2015 EN6
- (654816) 2015 EU6
- (654817) 2015 EY8
- (654818) 2015 EA10
- (654819) 2015 EF10
- (654820) 2015 EH11
- (654821) 2015 EB14
- (654822) 2015 EP15
- (654823) 2015 ED16
- (654824) 2015 EN18
- (654825) 2015 ED19
- (654826) 2015 EA20
- (654827) 2015 EK22
- (654828) 2015 EJ23
- (654829) 2015 EW24
- (654830) 2015 ER27
- (654831) 2015 EW32
- (654832) 2015 EK37
- (654833) 2015 EX38
- (654834) 2015 EL40
- (654835) 2015 EA42
- (654836) 2015 EJ47
- (654837) 2015 ES47
- (654838) 2015 EO49
- (654839) 2015 EX50
- (654840) 2015 EQ53
- (654841) 2015 EV54
- (654842) 2015 EX54
- (654843) 2015 ES56
- (654844) 2015 EJ60
- (654845) 2015 ET60
- (654846) 2015 EZ60
- (654847) 2015 EQ62
- (654848) 2015 EE66
- (654849) 2015 EC68
- (654850) 2015 EQ69
- (654851) 2015 ES72
- (654852) 2015 EZ76
- (654853) 2015 FC7
- (654854) 2015 FQ7
- (654855) 2015 FW10
- (654856) 2015 FB14
- (654857) 2015 FS18
- (654858) 2015 FK22
- (654859) 2015 FL22
- (654860) 2015 FV31
- (654861) 2015 FD32
- (654862) 2015 FZ32
- (654863) 2015 FG38
- (654864) 2015 FO39
- (654865) 2015 FM40
- (654866) 2015 FP43
- (654867) 2015 FA48
- (654868) 2015 FB50
- (654869) 2015 FH50
- (654870) 2015 FR50
- (654871) 2015 FT53
- (654872) 2015 FZ53
- (654873) 2015 FB54
- (654874) 2015 FH56
- (654875) 2015 FV56
- (654876) 2015 FH66
- (654877) 2015 FX68
- (654878) 2015 FG69
- (654879) 2015 FL69
- (654880) 2015 FQ72
- (654881) 2015 FU75
- (654882) 2015 FB78
- (654883) 2015 FD79
- (654884) 2015 FO80
- (654885) 2015 FN82
- (654886) 2015 FK84
- (654887) 2015 FF86
- (654888) 2015 FL86
- (654889) 2015 FG87
- (654890) 2015 FK87
- (654891) 2015 FY87
- (654892) 2015 FF88
- (654893) 2015 FU88
- (654894) 2015 FY89
- (654895) 2015 FK93
- (654896) 2015 FS94
- (654897) 2015 FJ98
- (654898) 2015 FR102
- (654899) 2015 FC105
- (654900) 2015 FY105
- (654901) 2015 FA107
- (654902) 2015 FF107
- (654903) 2015 FS107
- (654904) 2015 FR108
- (654905) 2015 FO109
- (654906) 2015 FW109
- (654907) 2015 FK111
- (654908) 2015 FB112
- (654909) 2015 FR114
- (654910) 2015 FS120
- (654911) 2015 FX120
- (654912) 2015 FA122
- (654913) 2015 FN122
- (654914) 2015 FN123
- (654915) 2015 FS124
- (654916) 2015 FP128
- (654917) 2015 FW128
- (654918) 2015 FA129
- (654919) 2015 FY133
- (654920) 2015 FE134
- (654921) 2015 FW135
- (654922) 2015 FG136
- (654923) 2015 FB137
- (654924) 2015 FA143
- (654925) 2015 FJ144
- (654926) 2015 FR145
- (654927) 2015 FD147
- (654928) 2015 FE149
- (654929) 2015 FQ150
- (654930) 2015 FH153
- (654931) 2015 FN153
- (654932) 2015 FB155
- (654933) 2015 FQ156
- (654934) 2015 FV157
- (654935) 2015 FH158
- (654936) 2015 FS158
- (654937) 2015 FH159
- (654938) 2015 FT159
- (654939) 2015 FC162
- (654940) 2015 FK163
- (654941) 2015 FT163
- (654942) 2015 FH164
- (654943) 2015 FK164
- (654944) 2015 FY164
- (654945) 2015 FX168
- (654946) 2015 FC169
- (654947) 2015 FY169
- (654948) 2015 FA172
- (654949) 2015 FC173
- (654950) 2015 FB174
- (654951) 2015 FA175
- (654952) 2015 FB175
- (654953) 2015 FU175
- (654954) 2015 FL176
- (654955) 2015 FM180
- (654956) 2015 FZ183
- (654957) 2015 FN191
- (654958) 2015 FU191
- (654959) 2015 FQ194
- (654960) 2015 FW194
- (654961) 2015 FY194
- (654962) 2015 FO195
- (654963) 2015 FA197
- (654964) 2015 FR198
- (654965) 2015 FD199
- (654966) 2015 FG199
- (654967) 2015 FN199
- (654968) 2015 FX199
- (654969) 2015 FC200
- (654970) 2015 FG200
- (654971) 2015 FV202
- (654972) 2015 FE205
- (654973) 2015 FS205
- (654974) 2015 FR207
- (654975) 2015 FN211
- (654976) 2015 FG212
- (654977) 2015 FC213
- (654978) 2015 FM218
- (654979) 2015 FZ218
- (654980) 2015 FP220
- (654981) 2015 FV225
- (654982) 2015 FX225
- (654983) 2015 FZ226
- (654984) 2015 FC227
- (654985) 2015 FO228
- (654986) 2015 FL230
- (654987) 2015 FA233
- (654988) 2015 FR234
- (654989) 2015 FB235
- (654990) 2015 FF236
- (654991) 2015 FG238
- (654992) 2015 FR238
- (654993) 2015 FO239
- (654994) 2015 FA241
- (654995) 2015 FJ243
- (654996) 2015 FB245
- (654997) 2015 FO246
- (654998) 2015 FT246
- (654999) 2015 FC247
- (655000) 2015 FJ251